# Twierdzenie Charitonowa
Twierdzenie Charitonowa – twierdzenie algebraiczne udowodnione przez W.L. Charitonowa.
Jest używane w teorii sterowania do sprawdzania stabilności systemów dynamicznych, gdy parametry fizyczne systemu nie są dokładnie znane. W przypadku posiadania dokładnej wartości współczynników wielomianu charakterystycznego, do badania stabilności można użyć twierdzenia Hurwitza. Twierdzenie Charitonowa może zaś zostać wykorzystane w przypadku, gdy znamy tylko przedział, do którego należą te współczynniki. Daje to kryterium sprawdzania stabilności wielomianów przedziałowych.

## Definicja
Wielomian przedziałowy jest to rodzina wielomianów
{\displaystyle p(s)=a_{0}+a_{1}s^{1}+a_{2}s^{2}+\ldots +a_{n}s^{n}.}
Współczynniki {\displaystyle a_{i}\in R} przyjmują dowolną wartość z przedziału {\displaystyle {\underline {a_{i}}}\leqslant a_{i}\leqslant {\overline {a_{i}}}.} Ponadto przyjmuje się, że współczynnik wiodący w wielomianie jest różny od zera: {\displaystyle 0\notin [{\underline {a_{n}}},{\overline {a_{n}}}].}

## Twierdzenie
Wielomian przedziałowy jest stabilny (wszystkie wielomiany z rodziny są stabilne) wtedy i tylko wtedy, gdy wszystkie cztery tak zwane wielomiany Charitonowa
{\displaystyle k_{1}(s)={\underline {a_{0}}}+{\underline {a_{1}}}s^{1}+{\overline {a_{2}}}s^{2}+{\overline {a_{3}}}s^{3}+{\underline {a_{4}}}s^{4}+{\underline {a_{5}}}s^{5}+\ldots }
{\displaystyle k_{2}(s)={\overline {a_{0}}}+{\overline {a_{1}}}s^{1}+{\underline {a_{2}}}s^{2}+{\underline {a_{3}}}s^{3}+{\overline {a_{4}}}s^{4}+{\overline {a_{5}}}s^{5}+\ldots }
{\displaystyle k_{3}(s)={\underline {a_{0}}}+{\overline {a_{1}}}s^{1}+{\overline {a_{2}}}s^{2}+{\underline {a_{3}}}s^{3}+{\underline {a_{4}}}s^{4}+{\overline {a_{5}}}s^{5}+\ldots }
{\displaystyle k_{4}(s)={\overline {a_{0}}}+{\underline {a_{1}}}s^{1}+{\underline {a_{2}}}s^{2}+{\overline {a_{3}}}s^{3}+{\overline {a_{4}}}s^{4}+{\underline {a_{5}}}s^{5}+\ldots }
są stabilne.
Sprawdzając stabilność nieskończenie wielu wielomianów za pomocą twierdzenia Charitonowa, wystarczy zbadać tylko cztery. To zaś można uczynić np. metodą Hurwitza. Zatem sprawdzanie stabilności wielomianu przedziałowego wymaga tylko czterokrotnie więcej pracy niż w przypadku zwykłego wielomianu.
Twierdzenie Charitonowa jest przydatne w przypadku konieczności sterowania systemami, w których występują błędy pomiarowe lub zmiany parametrów systemu.